# Grand Prix automobile de Rome 1930
Le Grand Prix automobile de Rome 1930 (VI Reale Premio di Roma) est un Grand Prix qui s'est tenu à Tre Fontane le 25 mai 1930.

## Grille de départ
| 1re ligne | Pos. 3             | Pos. 2            | Pos. 1                 |
| --------- | ------------------ | ----------------- | ---------------------- |
|           | Biondetti Talbot   | Chiron Bugatti    | Arcangeli Maserati     |
| 2e ligne  | Pos. 6             | Pos. 5            | Pos. 4                 |
|           | Fagioli Maserati   | Nenzioni Maserati | Nicolotti Alfa Romeo   |
| 3e ligne  | Pos. 9             | Pos. 8            | Pos. 7                 |
|           | Campari Alfa Romeo | Varzi Alfa Romeo  | Caflisch Mercedes-Benz |
| 4e ligne  | Pos. 12            | Pos. 11           | Pos. 10                |
|           | Von Morgen Bugatti | Tadini Alfa Romeo | Sartorio Maserati      |
| 5e ligne  | Pos. 15            | Pos. 14           | Pos. 13                |
|           | Renzi Bugatti      | Bouriat Bugatti   | Nuvolari Alfa Romeo    |

## Classement de la course
| Pos  | no | Pilote                      | Écurie                     | Châssis               | Tours | Temps/Abandon                  | Grille |
| ---- | -- | --------------------------- | -------------------------- | --------------------- | ----- | ------------------------------ | ------ |
| 1    | 2  | Luigi Arcangeli             | Officine Alfieri Maserati  | Maserati Tipo 26 M    | 20    | 1 h 56 min 37 s 8 (133,8 km/h) | 1      |
| 2    | 30 | Guy Bouriat Louis Chiron    | Automobiles Ettore Bugatti | Bugatti Type 35B      | 20    | + 1 s 8                        | 14     |
| 3    | 24 | Heinrich-Joachim von Morgen | Privé                      | Bugatti Type 35B      | 20    | + 7 min 47 s 0                 | 12     |
| 4    | 6  | Clemente Biondetti          | Scuderia Materassi         | Talbot 700            | 20    | + 10 min 26 s 2                | 3      |
| 5    | 18 | Giuseppe Campari            | Scuderia Ferrari           | Alfa Romeo 6C 1750 GS | 20    | + 10 min 41 s 6                | 9      |
| 6    | 14 | Fritz Caflisch              | Privé                      | Mercedes-Benz SS      | 20    | + 14 min 34 s 4                | 7      |
| 7    | 22 | Mario Tadini                | Scuderia Ferrari           | Alfa Romeo 6C 1750 GS | 20    | + 22 min 31 s 4                | 11     |
| 8    | 32 | Cesare Renzi                | Privé                      | Bugatti Type 35C      | 30    | + 24 min 38 s 6                | 15     |
| Nc.  | 8  | Paolo Nicolotti             | Privé                      | Alfa Romeo 6C 1500    | 20    | Temps max. dépassé             | 4      |
| Abd. | 12 | Luigi Fagioli               | Officine Alfieri Maserati  | Maserati Tipo 26      | 19    | Roulement d'essieu arrière     | 6      |
| Abd. | 28 | Tazio Nuvolari              | SA Alfa Romeo              | Alfa Romeo P2         | 19    | Piston                         | 13     |
| Abd. | 10 | Cleto Nenzioni              | Privé                      | Maserati Tipo 26      | 12    |                                | 5      |
| Abd. | 16 | Achille Varzi               | SA Alfa Romeo              | Alfa Romeo P2         | 6     | Embrayage                      | 8      |
| Abd. | 4  | Louis Chiron                | Automobiles Ettore Bugatti | Bugatti Type 35B      | 15    | Mécanique                      | 2      |

- Légende: Abd.=Abandon ; Nc.=Non classé ; Np.=Non partant

## Pole position et record du tour
- Pole position :  Luigi Arcangeli (Maserati) par tirage au sort.
- Meilleur tour en course :  Louis Chiron (Bugatti) en 5 min 36 s 6 (139,6 km/h) au dix-huitième tour.

## Tours en tête
- Luigi Arcangeli : 14 tours (1-6 / 11-12 / 15-20)
- Tazio Nuvolari : 6 tours (7-10 / 13-14)